# 楊實
楊實（？—？），字真卿，是第五任播州土司，其活躍年代位於五代末年至北宋初年。
楊實是第四代土司楊三公的次子。楊三公死後，楊實的長兄楊寶應該繼承土司之位。但楊寶自認為才能不如楊實，遂讓位給楊實，楊實便繼任第五代播州土司。
楊實在位期間，宋太祖剛剛建立宋朝，此事傳入播州之後，楊實便要遣使入貢。会小火杨反，新添族二部作乱，楊實與謝巡檢一起加以討伐，乘夜攻打叛軍營寨，將叛軍全數殲滅。然而楊實也身中流矢，不久身亡。
楊實有三子：楊昭、楊先、楊曦。死後楊昭繼承土司之位，楊先、楊曦隨後叛亂，使播州陷入長期分裂之中。